# Агнес фон Верденберг-Трохтелфинген
Агнес фон Верденберг-Трохтелфинген (на немски: Agnes von Werdenberg-Trochtelfingen; * пр. 1440; † ок. 17 декември 1474) е графиня от Верденберг-Трохтелфинген и чрез женитби графиня на Йотинген и Шенка на Шенкенщайн-Хоенберг.

## Произход
Тя е дъщеря на граф Еберхард II фон Верденберг-Зарганс († 26 август 1416) и втората му съпруга графиня Анна фон Цимерн († 1 март 1445), дъщеря на фрайхер Йохан II фон Цимерн († 1441) и Кунигунда фон Верденберг († 1431), дъщеря на граф Йохан I фон Верденберг-Зарганс († 1400) и Анна фон Рецюнс († сл. 1392). Сестра е на Йохан III фон Верденберг-Зарганс.

## Фамилия
Първи брак: пр. 14 ноември 1422 г. с граф Лудвиг XII фон Йотинген († 28 октомври 1440), син на граф Лудвиг XI фон Йотинген († 1370) и графиня Имагина фон Шауенбург († 1377), дъщеря на граф Хайнрих V фон Шаунберг († 1353/1357) и Анна фон Труендинген († 1331/1337). Тя е втората му съпруга. Те имат три деца:
- Магдалена (* 1424; † ок. 21 юли 1502), абатиса на манастир Кирххайм
- Маргарета (* ок. 1426; † 1 септември 1438)
- Йоханес († 6 май 1449 в Нересхайм)

Нейните дъщери дават пет религиозни ръкописа от нейната собственост на библиотеката в Кирххайм, които днес са в университетската библиотека в Аугсбург.
Втори брак: пр. 17 септември 1446 г. с Вилхелм IV Шенк фон Шенкенщайн цу Хоенберг († 8 юли 1468). Тя живее в Швебиш Гмюнд (в днешния палат Деблер), и в замък Хоенбург при Дилинген. Около 1450 г. художник от Констанц рисува двойката Верденберг/Шенкенщайн.